# Elser, un héros ordinaire
Pour les articles homonymes, voir Elser (homonymie) et Un héros ordinaire.
Pour plus de détails, voir Fiche technique et Distribution.
Elser, un héros ordinaire (titre original allemand : Elser: Er hätte die Welt verändert, titre international anglais : 13 Minutes)  est un film dramatique allemand réalisé par Oliver Hirschbiegel et sorti en 2015.

## Synopsis
Le film reprend l'histoire réelle d'une tentative d’élimination d’Hitler en 1939. Le 8 novembre 1939, l'Allemand Georg Elser, un simple menuisier sympathisant communiste, dépose une bombe dans la brasserie Bürgerbräukeller à Munich avec l'intention de tuer Adolf Hitler. Mais Hitler quitte le lieu une heure en avance, quelques minutes avant l'explosion et la tentative échoue (mais fait huit morts). Il est arrêté et torturé par les Nazis, qui l'interrogent sur ses motivations et ses complices, mais Elser n’est adhérant à aucun parti et a agi seul. Le film reconstitue des éléments de son existence avant l'attentat et la façon dont cette tentative a été instrumentalisée par le pouvoir nazi. Georg Elser reste ensuite détenu sans procès avant d'être exécuté quelques semaines avant la fin du troisième Reich,,.

## Fiche technique
- Titre : Un héros ordinaire
- Titre de festival : Elser, un héros ordinaire
- Titre original : Elser: Er hätte die Welt verändert
- Réalisation : Oliver Hirschbiegel[1],[3]
- Scénario : Fred Breinersdorfer, Léonie-Claire Breinersdorfer (de)
- Producteurs : Oliver Schündler (de), Boris Ausserer, Fred Breinersdorfer
- Photographie : Judith Kaufmann
- Montage : Alexandre Dittner
- Musique : David Holmes
- Distribution : NFP
- Pays de production : Allemagne
- Langue originale : allemand
- Durée : 114 minutes
- Dates de sortie :
  - Allemagne :
    - 12 février 2015 (Berlinale 2015)[4],[5]
    - 2 avril 2015 (sortie nationale)

  - France : 21 octobre 2015

## Distribution
- Christian Friedel (VF : Benjamin Bollen) : Georg Elser
- Katharina Schüttler (VF : Anne-Charlotte Piau) : Elsa
- Burghart Klaussner (VF : Stéphane Bazin) : Arthur Nebe
- Johann von Bülow (VF : Olivier Chauvel) : Heinrich Müller
- Felix Eitner (de) : Eberle
- David Zimmerschied : Josef Schurr
- Rüdiger Klink (de) : Erich, le mari violent d'Elsa
- Simon Licht (de) : Obergruppenführer SS
- Cornelia Köndgen (de) : Maria Elser, la mère de Georg
- Martin Maria Abram : Ludwig Elser
- Michael Kranz (de) (VF : Loïc Guingand) : Franz Xaver Lechner
- Gerti Drassl (de) : Lore
- Lissy Pernthaler (de) : Protokollführerin
- Valentina Repetto : Brunhilde
- Anna Unterberger (de) : Anna
- Manfred-Anton Algrang : Dr Hübner
- Michael Ehnert : Kubjureit
- Udo Schenk : Hitler
- Thomas Gräßle : Finkbeiner
- Anna Holmes (de) : Sekretärin Nebe
- Sebastian Fritz : Leonard Elser
- Christian Alexander Koch (de) : Grenzbeamter Xaver Rieger
- Oliver Bigalke : SA-Mann (comme Oli Bigalke)
- Dennis Hofmeister : Elmar (jeune)
- Emilia Pieske (de) : Iris (5 ans)
- Thomas M. Meinhardt : Bongartz SS Mann
- Georg Alfred Wittner : Schmied
- Christian Pätzold (de) : Renz
- Peter Becker : Lux
- Frederik Bott (de) : Bauer, SS
- Meik Engelmann : photographe
- Markus Ertelt : Personalleiter
- Emil von Schönfels : Elmar (âgé)
- Benedikt Kauff : Fahrer Nebe
- Nike Seitz : Iris (âgée)
- Eva Rothmaler : la femme en noir
- Franco Moscon : colonel SS